# Anthony McGill
Anthony McGill (Glasgow, Escócia, 5 de fevereiro de 1991) é um jogador profissional de snooker, que é profissional desde 2010. Venceu até ao presente dois torneios a contar para o ranking mundial: o Indian Open de 2016 e o Shoot-Out, também em 2016.